# باشگاه فوتبال یورگوردن
تیم فوتبال یورگوردن یکی از بخش‌های باشگاه ورزشی یورگوردن است که در شهر استکهلم قرار دارد. ورزشگاه خانگی این تیم ورزشگاه المپیک استکهلم است که در منطقهٔ اوسترمالم استکهلم قرار دارد. از سال ۲۰۱۳ یورگوردن به ورزشگاه جدیدش تله۲ آرنا منتقل شده‌است.

## افتخارات

### لیگ برتر فوتبال سوئد
دیورگاردن تاکنون ۷ بار قهرمان لیگ سوئد شده‌است

### جام حذفی فوتبال سوئد
دیورگاردن تا کنون ۴ بار قهرمان جام حذفی سوئد شده‌است.